# Nextel (Chile)
Nextel Chile fue una empresa de telefonía móvil subsidiaria de la compañía de comunicaciones homónima, NII Holdings Inc., cuya central se encuentra en Estados Unidos.
La compañía chilena se inició en 1999, a través de la compra de tres empresas.
La intención de funcionar como operador móvil generó reacciones de las empresas incumbentes, quienes amenazaron con demandas. Por ello, recién inició sus servicios en 2006, donde comenzó a prestar servicios de comunicaciones de voz, mensajería de texto y navegación a través de WAP; pero enfocado exclusivamente a un público ligado al mundo empresarial. En 2010, 2011 y 2012 la empresa fue premiada como una de las mejores empresas para trabajar en el país, según el ranking de Great Place to Work. Con la apertura de las redes de telefonía móvil de 2011 y 2012, logró ampliar su mercado a todo tipo de público y así competir de lleno con las empresas tradicionales en el rubro (Movistar, Entel y Claro) más otras dos que ingresaron en la misma época que Nextel (VTR y Virgin Mobile).
La novedad de esta compañía es que es la única en Chile con el servicio "Push to Talk" (PTT), el cual consiste en que con solo presionar un botón se activa una llamada instantánea a cualquier contacto de la misma compañía, similar al sistema ocupado por un comunicador portátil o "Walkie-talkie". Este servicio fue implementado desde 2006, y fue mejorado el 2012 al ampliar su mercado a todo público ofreciendo ahora el "High Performance Push to Talk" (también llamado "PRIP" por el sonido característico al pulsar el botón de PTT).
En 2014 fue adquirida por Fucata S.A., sociedad conformada por el Grupo Veintitrés de Argentina, propiedad de los empresarios Sergio Szpolski y Matías Garfunkel, y por los fondos de inversión ISM Capital y Optimun Advisors.
A septiembre de 2014 Nextel atendía poco más de 354 mil líneas activas, lo que representa un 1,54% del total del mercado móvil de Chile.
En Chile operó desde 2000 hasta 2014 como Nextel Chile, filial que fue vendida a Fucata S.A., sociedad conformada por el Grupo Veintitrés de Argentina, propiedad de los empresarios Sergio Szpolski y Matías Garfunkel, y por los fondos de inversión ISM Capital y Optimun Advisors.
En 2015 fue comprada por el fondo de inversión británico Novator Partners y desde julio del mismo año desaparece dando paso a WOM.